# Institut Politècnic Miquel Biada
L'IES Miquel Biada és un centre educatiu de Mataró. Els orígens es remunten a l'any 1866 quan l'Ajuntament de Mataró va crear l'Escola d'Arts i Oficis, ubicada en la fleca del carrer d'en Palau.

## Història
L'Escola d'Arts i Oficis neix sota l'impuls de Terenci Thos, Antoni Ferrer i Emili Cabanyes, perquè “la ciència no ha estat mai un patrimoni exclusiu dels aristòcrates (…) els principals autors de descobriments i inovacions en arts, ciències i en totes les branques del saber humà, s'na gronxat en humil bressol”. Són paraules de Terenci Thos en l'acte d'inauguració.
.L'any 1948, any del centenari del ferrocarril, a fi de commemorar l'efemèride es proposa, entre d'altres, la creació d'una Escola de Formació Professional, donat que l'Escola d'Arts i Oficis estava més encaminada a la part artística i “en la ciudad hay 2000 aprendices que les falta perfecionamentiento”, així ho manifestaven els industrials i fins i tot el mateix CNS encarregat, en aquelles dates, de la formació professional. Aquest projecte, però, no començarà a tirar endavant fins al 1958 quan Antoni Macià i Fonoll amb un grup de tècnics industrials i estudiants universitaris, aprofitant la nova llei d'Ensenyament Professional, proposen a l'Ajuntament aprofitar l'edifici de l'Escola d'Arts i Oficis per a Escola de Formació Professional.
L'Ajuntament de Mataró accepta la proposta i acollint-se al nou pla d'ensenyament va acordar:” Decidido nuestro Ayuntamiento a fomentar e intensificar la labor pedagógica, en lo que en materia de enseñanza se refiere, con el fin que nuestra ciudad consiga la grandeza apetecida y alcance al mismo tiempo el rango y prestigio que le corresponde y merece como capitalidad de la Maresma, ha decidido transformar la Escuela de Artes y Oficios en Centro de Formación Profesional”

## El nou edifici
L'edifici del carrer d'en Palau presentarà greus mancances d'espai per acollir els nous estudis i la demanda creixent de sol·licituds d'admissió, per això, des de l'any 1960 l'Ajuntament, mogut per l'impuls de l'equip del professorat del centre, encapçalats per l'Antoni Macià, crearà una comissió per a la construcció d'un nou edifici. Les obres del qual es van iniciar a primers de 1965 i s'inaugurà el curs 1967-68. La nova escola portarà el nom d'en Miquel Biada com s'havia previst ja l'any 1948.
Des del curs 1976-77 fins al 1982-83 l'institut de formació professional Miquel Biada serà l'embrió, amb caràcter experimental, de la primera Escola Universitària de Mataró depenent de la UPB. A l'inici del curs 1982-83, consolidada l'experiència, l'Escola Universitària d'Enginyeria Tècnica de Mataró serà declarada centre adherit a la UPB.
El curs 1985-86 davant les dificultats d'aprenentatge que presenten molts alumnes de la ciutat, l'institut endega la tasca de la creació d'un Centre d'Aprenentatge, depenent del mateix institut, que tindrà vigència fins al final de la LOGSE.